# 한반도선진화재단
한반도선진화재단(韓半島先進化財團, Hansun Foundation for Freedom & Happiness)은 2006년에 고(故) 박세일 명예 이사장이 창립한 대한민국의 비(非)정파적 민간 싱크탱크이며, ‘공동체자유주의’를 이념으로 한다.
이 단체에서는 ‘선진화 정책운동’, ‘선진화 교육운동’, ‘선진화 공동체운동’을 통해 세계화·자유화·공동체 개혁을 지원함으로써 대한민국의 선진화(先進化)를 달성할 것을 명시하고 있다.
현재는 박재완 전 기획재정부 장관이 이사장을 맡고 있다. 

## 연혁
2005년 9월부터 재단설립에 대한 논의가 되어오다 2006년 3월에 설립준비위원회가 발족되었으며, 9월 4일에 ‘재단법인 한국선진화재단’으로 출범했다.

## 조직 및 운영
박재완 이사장을 비롯하여 4명의 이사로 구성된 이사회와 고문단, 정책위원회, 기획홍보위원회, 양성평등위원회, The 새로운 생각, 청년위원회, 사무처로 구성되어 있다.
정책 세미나 및 포럼, 아카데미 운영, 청년·시민 대상 교육, 리포트/도서 발간, 언론 기고 및 입법 제안 등 다양한 사업을 전개하고 있다.